# Sonda (Gemeinde)
Sonda (Sonda vald) war eine Landgemeinde im Kreis Ida-Viru im Nordosten Estlands.

## Beschreibung
Die Landgemeinde liegt ca. 30 von der Stadt Rakvere entfernt. Ihre Fläche beträgte 148 km². Darauf haben 966 Einwohner gelebt (Stand 1. Januar 2010).

## Gliederung
Neben dem Hauptort Sonda (Sonda alevik) gehörten zur Landgemeinde die Dörfer Erra, Erra-Liiva, Varinurme, Koljala, Nüri, Vainu, Uljaste, Satsu und Ilmaste.
Die beiden ältesten Orte sind im Liber Census Daniae erwähnt, Uljaste 1468 und Satsu 1483.

## Schmalspurbahn
Von 1926 bis 1971 verkehrte eine 62,6 km lange Schmalspurbahn von Sonda nach Mustvee, an die heute ein 1989 errichteter Gedenkstein erinnert.